# 藤坪
藤坪，是臺灣新竹縣峨眉鄉的一個傳統地域名稱，位於該鄉南部。相較於今日行政區，其範圍大致為七星村南半部。
本地區全境位於峨眉溪左岸支流石子溪上游集水區內。知名的獅頭山即在本地區西南部與苗栗縣三灣鄉、南庄鄉交界處。

## 歷史
台灣清治末期至日治初期，藤坪地區為一街庄，稱為「藤坪庄」，隸屬於竹北一堡。該庄輪廓略呈西北—東南走向長條形，東北與石硬仔庄、南坑庄為鄰，東南與大坪庄為鄰，西南邊為田尾庄，西北邊為崁頂藔庄、十二藔庄。
1901年（日治明治三十四年）11月，全台廢縣廳改設二十廳，該庄隸屬於新竹廳。1909年（明治四十二年）10月，合併二十廳為十二廳，該庄隸屬不變。1920年（大正九年），廢十二廳改設五州二廳，該庄改制為「藤坪」大字，隸屬於新竹州竹東郡峨眉庄，大字下有「藤坪」、「大寮」小字名。
戰後峨眉庄改制為峨眉鄉，隸屬於新竹縣，大字亦改制為村。1950年桃、竹、苗分治，峨眉鄉隸屬不變。

## 交通
鄉道竹41線是峨眉至獅頭山風景區的道路，大致以西北—東南走向轉縱向蜿蜒經過藤坪地區，向西北轉北可前往峨眉市區並止於省道台3線路口，向南越過新竹、苗栗縣界轉西可前往南庄的田尾地區並止於縣道124號。

## 景點
- 獅頭山